# Phil Perry
Philip Eugene Perry (Springfield, 12 januari 1952) is een Amerikaanse jazz-, soul- en r&b-zanger, songwriter, producent, arrangeur en muzikant en een voormalig lid van de soulgroep The Montclairs van 1971 tot 1975.

## Biografie
Ontdekt door katholieke nonnen tijdens het zingen van hoogmissen in zijn katholieke kerk (St. Elizabeth in East St. Louis) en favoriet in een middelbare school talentshow, schreef en nam Phil Perry zijn eerste single Hey You op met The Montclairs, die ook in East St. Louis waren gevestigd. Ze tekenden bij Archway Records net voordat Perry in 1969 17 jaar oud werd. Het nummer wordt beschouwd als de eerste van een klassieke soulcollectie van Perry 'Old School' singles, die populair waren in de jaren 1970.
In 1972 namen The Montclairs op voor Paula Records met kleine soulballads, waaronder Dreaming's out of Season, Prelude to a Heartbreak en Begging's Hard to Do. De Montclairs verlieten Paula Records en verdwenen in 1975. Perry verhuisde toen naar Californië met voormalig Montclair Kevin Sanlin en nam op als duo, wat resulteerde in twee albums bij Capitol Records in de vroege jaren 1980, die werden geproduceerd door Chuck Jackson en Dr. Cecil Hale. Het nummer Just to Make You Happy had een respectabel niveau van succes op de radio.
In de jaren 1990 scoorde Perry zijn eerste #1 r&b-hit Call Me (eerder opgenomen en geschreven door Aretha Franklin), een remake van de hit uit 1970, evenals de top 40 r&b singles Amazing Love en Forever (geschreven door Brenda Russell), allemaal van het album The Heart of the Man (1991), zijn eerste solo-uitgave. Perry is ook te horen op vele GRP Records projecten en wordt beschouwd als een GRP all-star, met zulke smooth-jazz iconen als de gitaristen Lee Ritenour en Russ Freeman, en pianist Don Grusin.
Perry is een uitgesproken zanger op opnamen van onder andere Michel Colombier, Don Grusin, Dave Grusin, Freddie Hubbard, George Duke, Najee, Bill Withers, Barbra Streisand, June Pointer, Johnny Mathis, The Benoit-Freeman Project (David Benoit & Russ Freeman), Sérgio Mendes, Bobby Womack, Chaka Khan, Fourplay, George Benson en Will Downing. Solo-hits zijn ook Love Don't Love Nobody en One Heart, One Love. Hij is ook te horen op de Bebe's Kids soundtrack en zingt een nummer met wijlen Renee Diggs. Andere titels van filmsongs zijn Roots, Pretty in Pink, Short Circuit, Mr. Wonderful, Nice Girls Don't Explode, Riding Bean, Captain Ron en een cameo-optreden in de 2009 publicatie van de Harrison Ford film Crossing Over.
In 1991 bracht hij zijn eerste solo-album uit bij Capitol Records en toerde de komende jaren met labelgenoot Dave Koz om vervolgens nog 4 andere albums op te nemen.
Op 11 september 2001 stond Perry op het programma om tussen 11 uur 's morgens en 13 uur 's middags op te treden in de jazzconcertserie van het World Trade Center. De volgende jaren zonk hij echter in een artistieke depressie en nam hij pas weer op toen hij werd uitgenodigd door zijn oude vriend Don Grusin, die hij in september 2003 in dienst nam voor het samenwerkingsverband The Hang. Dit cd/dvd-project werd genomineerd voor een Grammy Award en omvatte Dave Grusin, Harvey Mason, Patti Austin, Natali Renee, Abraham Laboriel, Alex Acuna, Ernie Watts, Lee Ritenour en anderen.
In 2006 drong de voormalige co-producent Chris "Big Dog" Davis van het Magic album er bij Perry op aan om een verzameling r&b hits met de titel Classic Love Songs op te nemen als een onafhankelijk eenmalig project voor Shanachie Records. Sinds die tijd heeft Perry vier projecten voor dat label opgenomen met Davis, waaronder een project met Melba Moore. In 2007 kwam hij terug met Dave Koz en maakte hij een tournee door het land. In datzelfde jaar bracht hij het album Mighty Love uit, waarvoor hij in 2007 werd verkozen tot de «Male Vocalist of the Year» bij de SoulTracks Readers' Choice Awards. In 2008 nam Perry het duetalbum The Gift of Love op met Tony Award-winnende zangeres Melba Moore. Het werd bekroond met de «Duo Album of the Year Award» in de SoulTracks Readers' Choice Awards.
Na terugkeer van een Zuid-Afrikaanse reis in oktober 2009 werd Perry ziek tijdens een optreden met Pieces of a Dream aan de Southern Connecticut State University. Er deden ongefundeerde geruchten de ronde dat hij was overleden. Hoewel er geen definitieve medische diagnose voor de ineenstorting was, werd hij behandeld in een lokaal ziekenhuis in New Haven (Connecticut) en werd hij ontslagen met de sterke aanbeveling om wat tijd vrij te nemen en te rusten. In 2010 werd Ready for Love vrijgegeven door Shanachie Records. Geïnspireerd om door te gaan met schrijven na zijn gezondheidsproblemen, werd deze inspanning gekenmerkt door meer Phil Perry originelen dan in een van zijn eerdere publicaties, die naar verluidt van grote tevredenheid voor hem zijn.
In maart 2013 verscheen Say Yes, zijn 10e soloalbum en de 5e bij Shanachie. Het stond in de Top Tien in de Billboard en de A.C. Smooth jazzhitlijsten en kreeg ook van Smooth Jazz vocale erkenning. Twee jaar na de publicatie zette Say Yes zijn gestage opmars voort tot een van Billboards top smoothjazz singles in 2014, met Perry in een klassieke duetcover van Where Is the Love? met Chanté Moore.
De 11e solo publicatie A Better Man van Perry bij het Shanachie-label stond in de eerste week van de publicatie op #1 in de Billboard Contemporary Jazz hitlijst.

## Discografie
- 1991: The Heart of the Man (Capitol Records)
- 1994: Pure Pleasure (GRP Records/MCA Records)
- 1998: One Heart One Love (Private Music)
- 2000: My Book of Love (Private Music)
- 2001: Magic (Peak Records)
- 2006: Classic Love Songs (Shanachie Records)
- 2007: A Mighty Love (Shanachie)
- 2008: Ready for Love (Shanachie)
- 2009: The Gift of Love (Shanachie)
- 2013: Say Yes (Shanachie)
- 2015: A Better Man (Shanachie)
- 2017: Breathless (Shanachie)

The Montclairs featuring Phil Perry
- 1972: Dreaming Out of Season (Paula)

Met David Garfield
- Together in the Arms of Love
- Deep Within Each Man gepresenteerd door Shorinji Kenpo (Japan)
- Road Buster (1989 Riding Bean anime)
- King of the Road (1989 Riding Bean anime)
- Running the Road (1989 Riding Bean anime)

Met Kevin Sanlin
- 1980 For Those Who Love (Capitol)
- 1981 We're the Winners (Capitol)

- Bibliothèque nationale de France: cb139255709 (data)
- International Standard Name Identifier: 0000 0000 7366 4896
- Library of Congress Control Number: n92038123
- MusicBrainz: e133fafe-b924-437a-aa19-facfa9e2bcd5
- SNAC: w6v27x6s
- Système universitaire de documentation: 08691359X
- Virtual International Authority File: 63200662
- WorldCat: E39PBJhhq43hVXT4ycK4YVMHG3